# George Montgomery
George Montgomery, född som George Montgomery Letz den 29 augusti 1916 i Brady, Pondera County, Montana, död 12 december 2000 i Rancho Mirage, Kalifornien (hjärtsvikt), var en amerikansk skådespelare.
Han var ett av 14 barn till ryska invandrare. Han studerade till inredningsarkitekt vid University of Montana, där han även utmärkte sig i tungviktsboxning.
Montgomery började sin karriär i lågbudget-westernfilmer från 1935. Han var mycket populär under en tid, tack vare sitt maskulint stiliga utseende. 
Han var förlovad med en rad kända Hollywood-stjärnor, såsom Hedy Lamarr och Ginger Rogers. Åren 1943–1960 var han gift med Dinah Shore.

## Filmografi (urval)
- Roxie Hart (1942)
- Ten Gentlemen from West Point (1942)
- Lulu Belle (1948)
- The Texan Ranger (1951)